# 羅斯 (內布拉斯加州)
羅斯（英語：Rose）是位於美國內布拉斯加州羅克縣的非建制地區。

## 歷史
羅斯的郵局於1905年設立，1908年關閉後又於翌年重啟，最終於1999年停運。

## 地理
羅斯所處的海拔為高於海平面771米（即2530英呎），而該地所採用的時區為UTC-6，即北美中部时区（CST）。同時該地設有夏令時間，為UTC-6調快一小時，即UTC-5（CDT）。